# Закон Энгеля

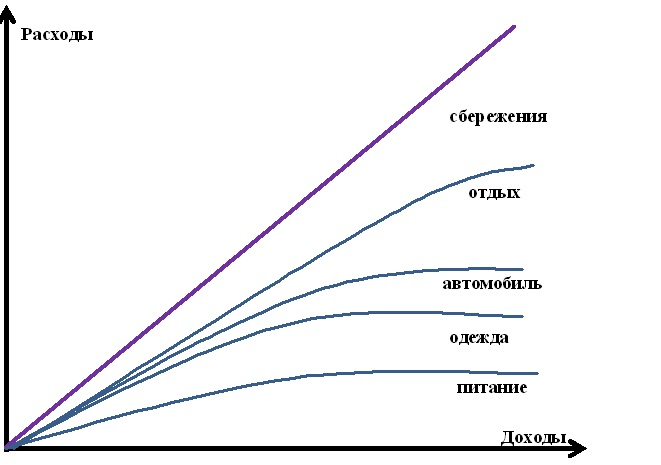
Кривые расходов по категориям в зависимости от доходов: согласно Энгелю, затраты на питание растут в наименьшей степени

Закон Энгеля — закономерность потребительского поведения, впервые описанная немецким учёным Эрнстом Энгелем в 1857 году, согласно которой по мере роста доходов расходы на питание возрастают в меньшей степени, чем расходы на предметы длительного пользования, путешествия или сбережения, а структура потребления продуктов питания изменяется в сторону более качественных продуктов. Рост доходов приводит к увеличению доли сбережений и потребления высококачественных товаров и услуг при сокращении потребления низкокачественных.
Авторская формулировка: «чем беднее семья, тем больше доля её общих расходов, которые должны быть направлены на обеспечение продовольствием».
Советский экономист Струмилин на материалах пензенских бюджетов установил, что процент расходов на питание находится в более тесной связи не с уровнем благосостояния, а с размером семьи и возрастом её членов.